# 애런 (가수)
애런(1992년 ~)은 대한민국의 가수, 음악 프로듀서다.

## 학력
- 동덕여자대학교 실용음악과

## 방송
- 슈퍼스타K3 (2011)
- 슈퍼스타K4 (2012) - Top42
- K팝스타 3 (2013)

## 음반
- HIDDEN TRACK NO.V Vol.3 (2018)
- PUZZLE 9 PIECES (2019)

## 작사/작곡
- 러블리즈 <종소리> (2017) - 작사
- 러블리즈 <SHINING★STAR> (2018) - 작사
- 러블리즈 <Like U> (2018) - 작사, 작곡
- Kei - 'I Go' (2019) - 작사
- 레이디스 코드 <NEW DAY> (2019) - 작사
- 한희준 <만날까> (2021) - 작사
- LIGHTSUM <Bye Bye Love> (2022) - 작사

## 피처링
- 탁 - 'Time To Be Off' (2019)
- 페이퍼플래닛 <길> (2019)

## 수상
- CMD 친친스타페스티벌 금상 (2011)